# Lil Tecca
Lil Tecca (* 26. August 2002 in New York; bürgerlich Tyler-Justin Anthony Sharpe) ist ein US-amerikanischer Rapper und Sänger.

## Leben und Karriere
Sharpe ist jamaikanischer Abstammung. Er wurde am 26. August 2002 geboren und wuchs in Springfield Gardens im New Yorker Stadtteil Queens auf. Später zog er zusammen mit seinen Eltern nach Hempstead (Five Towns), Long Island, wo er auch heute noch wohnhaft ist.
Ursprünglich verfolgte Sharpe eine professionelle NBA-Karriere. Während seiner Schulzeit verlor er jedoch Interesse und strebte stattdessen eine Musikkarriere an. Im Juni 2017 veröffentlichte er gemeinsam mit Lil Gummybear das Lied Tectri auf Soundcloud, welches als erste seiner Veröffentlichungen Aufmerksamkeit erhielt. Es folgten weitere Singles, darunter Love Me, Did It Again und Molly Girl. Der Durchbruch gelang ihm jedoch erst mit der Veröffentlichung von Ransom im Mai 2019. In nur wenigen Monaten erreichte es über 100 Millionen Streaming-Abrufe auf Spotify und im August 2019 die Top 10 der Billboard Hot 100. Wenig später stieg das Lied auch in die deutschen Charts ein.
Sharpe zeichnet sich besonders durch seinen melodischen Rapstil aus. Zu seinen Einflüssen zählen Michael Jackson, Lil Wayne, Chief Keef, Meek Mill, Eminem, Lil Durk und Speaker Knockerz.

## Diskografie

### Studioalben
| Jahr | Titel Musiklabel                     | Höchstplatzierung, Gesamtwochen, AuszeichnungChartplatzierungen (Jahr, Titel, Musiklabel, Platzierungen, Wochen, Auszeichnungen, Anmerkungen) | Höchstplatzierung, Gesamtwochen, AuszeichnungChartplatzierungen (Jahr, Titel, Musiklabel, Platzierungen, Wochen, Auszeichnungen, Anmerkungen) | Höchstplatzierung, Gesamtwochen, AuszeichnungChartplatzierungen (Jahr, Titel, Musiklabel, Platzierungen, Wochen, Auszeichnungen, Anmerkungen) | Höchstplatzierung, Gesamtwochen, AuszeichnungChartplatzierungen (Jahr, Titel, Musiklabel, Platzierungen, Wochen, Auszeichnungen, Anmerkungen) | Höchstplatzierung, Gesamtwochen, AuszeichnungChartplatzierungen (Jahr, Titel, Musiklabel, Platzierungen, Wochen, Auszeichnungen, Anmerkungen) | Anmerkungen                              |
| Jahr | Titel Musiklabel                     | DE | AT | CH | UK | US | Anmerkungen                              |
| ---- | ------------------------------------ | --- | --- | --- | --- | --- | ---------------------------------------- |
| 2020 | Virgo World Galactic Records         | — | — | — | UK42 (1 Wo.)UK | US10 (4 Wo.)US | Erstveröffentlichung: 18. September 2020 |
| 2021 | We Love You Tecca 2 Galactic Records | — | — | — | UK83 (1 Wo.)UK | US10 (11 Wo.)US | Erstveröffentlichung: 27. August 2021    |
| 2023 | Tec Galactic Records                 | DE64 (1 Wo.)DE | AT45 (1 Wo.)AT | CH20 (1 Wo.)CH | UK51 (1 Wo.)UK | US11 (24 Wo.)US | Erstveröffentlichung: 22. September 2023 |
| 2024 | Plan A Galactic Records              | — | AT58 (1 Wo.)AT | CH20 (1 Wo.)CH | UK66 (1 Wo.)UK | US9 (… Wo.)US | Erstveröffentlichung: 20. September 2024 |
| 2025 | Dopamine Galactic Records            | DE55 (1 Wo.)DE | AT16 (2 Wo.)AT | CH7 (4 Wo.)CH | UK17 (… Wo.)UK | US3 (… Wo.)US | Erstveröffentlichung: 13. Juni 2025      |

### Mixtapes
| Jahr | Titel Musiklabel                   | Höchstplatzierung, Gesamtwochen, AuszeichnungChartplatzierungen (Jahr, Titel, Musiklabel, Platzierungen, Wochen, Auszeichnungen, Anmerkungen) | Höchstplatzierung, Gesamtwochen, AuszeichnungChartplatzierungen (Jahr, Titel, Musiklabel, Platzierungen, Wochen, Auszeichnungen, Anmerkungen) | Höchstplatzierung, Gesamtwochen, AuszeichnungChartplatzierungen (Jahr, Titel, Musiklabel, Platzierungen, Wochen, Auszeichnungen, Anmerkungen) | Höchstplatzierung, Gesamtwochen, AuszeichnungChartplatzierungen (Jahr, Titel, Musiklabel, Platzierungen, Wochen, Auszeichnungen, Anmerkungen) | Höchstplatzierung, Gesamtwochen, AuszeichnungChartplatzierungen (Jahr, Titel, Musiklabel, Platzierungen, Wochen, Auszeichnungen, Anmerkungen) | Anmerkungen                                                 |
| Jahr | Titel Musiklabel                   | DE | AT | CH | UK | US | Anmerkungen                                                 |
| ---- | ---------------------------------- | --- | --- | --- | --- | --- | ----------------------------------------------------------- |
| 2019 | We Love You Tecca Galactic Records | — | — | — | UK15 Gold · (11 Wo.)UK | US4 Platin · (46 Wo.)US | Erstveröffentlichung: 30. August 2019 Verkäufe: + 1.145.000 |

### Singles
| Jahr | Titel Album                    | Höchstplatzierung, Gesamtwochen, AuszeichnungChartplatzierungen (Jahr, Titel, Album, Platzierungen, Wochen, Auszeichnungen, Anmerkungen) | Höchstplatzierung, Gesamtwochen, AuszeichnungChartplatzierungen (Jahr, Titel, Album, Platzierungen, Wochen, Auszeichnungen, Anmerkungen) | Höchstplatzierung, Gesamtwochen, AuszeichnungChartplatzierungen (Jahr, Titel, Album, Platzierungen, Wochen, Auszeichnungen, Anmerkungen) | Höchstplatzierung, Gesamtwochen, AuszeichnungChartplatzierungen (Jahr, Titel, Album, Platzierungen, Wochen, Auszeichnungen, Anmerkungen) | Höchstplatzierung, Gesamtwochen, AuszeichnungChartplatzierungen (Jahr, Titel, Album, Platzierungen, Wochen, Auszeichnungen, Anmerkungen) | Anmerkungen                                                                                               |
| Jahr | Titel Album                    | DE | AT | CH | UK | US | Anmerkungen                                                                                               |
| --- | ------------------------------ | --- | --- | --- | --- | --- | --- |
| 2018 | My Time –                      | — | — | — | — | — | Erstveröffentlichung: 6. April 2018                                                                       |
| 2018 | Rags to Riches –               | — | — | — | — | — | Erstveröffentlichung: 18. Juli 2018                                                                       |
| 2018 | Count Me Out We Love You Tecca | — | — | — | — | — | Erstveröffentlichung: 23. September 2018                                                                  |
| 2018 | Love Me We Love You Tecca      | — | — | — | UK66 Gold · (2 Wo.)UK | US97 ×2Doppelplatin · (1 Wo.)US | Erstveröffentlichung: 30. November 2018 Verkäufe: + 2.600.000                                             |
| 2019 | Ransom We Love You Tecca       | DE44 Gold · (9 Wo.)DE | AT39 (9 Wo.)AT | CH15 (19 Wo.)CH | UK7 ×2Doppelplatin · (31 Wo.)UK | US4 ×9Neunfachplatin · (31 Wo.)US | Erstveröffentlichung: 22. Mai 2019 Verkäufe: + 12.043.333                                                 |
| 2019 | Molly Girl We Love You Tecca   | — | — | — | — | — | Erstveröffentlichung: 15. Juli 2019                                                                       |
| 2019 | Bossanova We Love You Tecca    | — | — | — | — | — | Erstveröffentlichung: 18. Juli 2019                                                                       |
| 2019 | Did It Again We Love You Tecca | — | — | — | UK84 Silber · (2 Wo.)UK | US64 ×2Doppelplatin · (7 Wo.)US | Erstveröffentlichung: 24. Juli 2019 Verkäufe: + 2.265.000                                                 |
| 2019 | Somebody –                     | — | — | — | UK75 (3 Wo.)UK | US96 Platin · (4 Wo.)US | Erstveröffentlichung: 10. Oktober 2019 Verkäufe: + 1.080.000; mit Internet Money & A Boogie wit da Hoodie |
| 2020 | Diva –                         | — | — | — | UK— SilberUK | US— PlatinUS | Erstveröffentlichung: 31. Januar 2020 The Kid Laroi feat. Lil Tecca                                       |
| 2020 | IDK –                          | — | — | — | — | — | Erstveröffentlichung: 31. Januar 2020 The Kid Laroi feat. Lil Tecca                                       |
| 2021 | Never Left We Love You Tecca 2 | — | — | — | UK50 (2 Wo.)UK | US56 Platin · (2 Wo.)US | Erstveröffentlichung: 7. Mai 2021 Verkäufe: + 1.040.000                                                   |
| 2021 | Repeat It We Love You Tecca 2  | — | — | — | — | US80 Platin · (3 Wo.)US | Erstveröffentlichung: 6. August 2021 Verkäufe: + 1.040.000; mit Gunna                                     |
| 2023 | 500lbs Tec                     | — | — | — | UK— SilberUK | US51 ×2Doppelplatin · (20 Wo.)US | Erstveröffentlichung: 21. Juli 2023 Verkäufe: + 2.305.000                                                 |
| 2023 | Hvn on Earth Tec               | — | — | — | — | US88 (1 Wo.)US | Erstveröffentlichung: 18. August 2023                                                                     |
| 2025 | Dark Thoughts Dopamine         | DE99 (1 Wo.)DE | AT58 (1 Wo.)AT | CH39 (… Wo.)CH | UK20 (… Wo.)UK | US28 Gold · (17 Wo.)US | Erstveröffentlichung: 14. März 2025 Verkäufe: + 500.000                                                   |
| 2025 | Owa Owa Dopamine               | — | — | — | UK76 (3 Wo.)UK | US50 (5 Wo.)US | Erstveröffentlichung: 30. Mai 2025                                                                        |
| Folgende Lieder erschienen nicht als Single, wurden aber durch das Album zum Download und Streaming bereitgestellt und konnten somit eine Platzierung erlangen: |                                | | | | | | |
| |                                | | | | | | |
| 2019 | Out of Luck We Love You Tecca  | — | — | — | — | US80 (1 Wo.)US | Charteinstieg: 14. September 2019                                                                         |
| 2019 | Shots We Love You Tecca        | — | — | — | — | US84 (1 Wo.)US | Charteinstieg: 14. September 2019                                                                         |
| 2020 | Dolly Virgo World              | — | — | — | — | US80 (1 Wo.)US | Charteinstieg: 3. Oktober 2020 feat. Lil Uzi Vert                                                         |
| 2020 | When You Down Virgo World      | — | — | — | — | US90 (1 Wo.)US | Charteinstieg: 3. Oktober 2020 feat. Polo G & Lil Durk                                                    |
| 2025 | Half the Plot Dopamine         | — | — | — | — | US78 (1 Wo.)US | Charteinstieg: 3. Oktober 2020                                                                            |

## Auszeichnungen für Musikverkäufe
| Silberne Schallplatte - Vereinigtes Königreich - 2024: für das Lied Our Time - 2024: für das Lied Out of Love - 2025: für das Lied Lot of Me Goldene Schallplatte - Australien - 2020: für die Single Love Me - 2020: für die Single Diva - Brasilien - 2023: für die Single Diva - 2024: für die Single Did It Again - 2024: für das Lied Out of Love - Dänemark - 2022: für die Single Love Me - Kanada - 2019: für die Single Love Me - 2019: für die Single Did It Again - 2019: für das Lied Shots - 2022: für die Single Never Left - 2022: für das Lied Lot of Me - 2022: für die Single Repeat It - Polen - 2024: für das Album We Love You Tecca - 2024: für die Single 500lbs - Portugal - 2022: für die Single Did It Again - Spanien - 2024: für die Single Love Me | Platin-Schallplatte - Belgien - 2020: für die Single Ransom - Brasilien - 2024: für die Single Love Me - Dänemark - 2023: für das Album We Love You Tecca - Italien - 2021: für die Single Ransom - Kanada - 2020: für die Single Somebody - 2024: für die Single 500lbs - Neuseeland - 2022: für das Album We Love You Tecca - Portugal - 2020: für die Single Love Me - Spanien - 2024: für die Single Ransom - Vereinigte Staaten - 2023: für das Lied Lot of Me - 2023: für das Lied Out of Love - 2024: für das Lied Amigo - 2024: für das Lied Our Time | 2× Platin-Schallplatte - Dänemark - 2024: für die Single Ransom - Polen - 2024: für die Single Ransom 3× Platin-Schallplatte - Australien - 2020: für die Single Ransom - Portugal - 2021: für die Single Ransom 4× Platin-Schallplatte - Neuseeland - 2024: für die Single Ransom 6× Platin-Schallplatte - Kanada - 2020: für die Single Ransom Diamantene Schallplatte - Brasilien - 2024: für die Single Ransom - Frankreich - 2024: für die Single Ransom |

Anmerkung: Auszeichnungen in Ländern aus den Charttabellen bzw. Chartboxen sind in ebendiesen zu finden.
| Land/RegionAuszeichnungen für Musikverkäufe (Land/Region, Auszeichnungen, Verkäufe, Quellen) | Silber     | Gold       | Platin       | Diamant     | Verkäufe   | Quellen              |
| -------------------------------------------------------------------------------------------- | ---------- | ---------- | ------------ | ----------- | ---------- | -------------------- |
| Australien (ARIA)                                                                            | —          | 2× Gold2   | 3× Platin3   | —           | 280.000    | aria.com.au          |
| Belgien (BRMA)                                                                               | —          | —          | Platin1      | —           | 40.000     | ultratop.be          |
| Brasilien (PMB)                                                                              | —          | 3× Gold3   | Platin1      | Diamant1    | 260.000    | pro-musicabr.org.br  |
| Dänemark (IFPI)                                                                              | —          | Gold1      | 3× Platin3   | —           | 245.000    | ifpi.dk              |
| Deutschland (BVMI)                                                                           | —          | Gold1      | —            | —           | 200.000    | musikindustrie.de    |
| Frankreich (SNEP)                                                                            | —          | —          | —            | Diamant1    | 333.333    | snepmusique.com      |
| Italien (FIMI)                                                                               | —          | —          | Platin1      | —           | 70.000     | fimi.it              |
| Kanada (MC)                                                                                  | —          | 6× Gold6   | 8× Platin8   | —           | 880.000    | musiccanada.com      |
| Neuseeland (RMNZ)                                                                            | —          | —          | 5× Platin5   | —           | 135.000    | radioscope.co.nz NZ2 |
| Polen (ZPAV)                                                                                 | —          | 2× Gold2   | 2× Platin2   | —           | 135.000    | olis.pl              |
| Portugal (AFP)                                                                               | —          | Gold1      | 4× Platin4   | —           | 45.000     | Einzelnachweise      |
| Spanien (Promusicae)                                                                         | —          | Gold1      | Platin1      | —           | 90.000     | elportaldemusica.es  |
| Vereinigte Staaten (RIAA)                                                                    | —          | Gold1      | 24× Platin24 | —           | 24.500.000 | riaa.com             |
| Vereinigtes Königreich (BPI)                                                                 | 6× Silber6 | 2× Gold2   | 2× Platin2   | —           | 2.900.000  | bpi.co.uk            |
| Insgesamt                                                                                    | 6× Silber6 | 20× Gold20 | 55× Platin55 | 2× Diamant2 |            |                      |